# Year of the horse
Year of the horse is een documentaire en livealbum van Neil Young & Crazy Horse. De documentaire werd geregisseerd door Jim Jarmusch. Het werd opgenomen tijdens de Broken arrow-tour van 1996.

## Tracklist
Alle muziek en teksten zijn geschreven door Neil Young. 
| Nr. | Titel                         | Duur |
| --- | ----------------------------- | ---- |
| 1.  | When you dance                | 6:02 |
| 2.  | Barstool blues                | 9:02 |
| 3.  | When your lonely heart breaks | 5:04 |
| 4.  | Mr. soul                      | 5:05 |
| 5.  | Big time                      | 7:28 |
| 6.  | Pocahontas                    | 4:50 |
| 7.  | Human highway                 | 4:07 |

| Nr. | Titel          | Duur  |
| --- | -------------- | ----- |
| 1.  | Slip away      | 10:52 |
| 2.  | Scattered      | 4:00  |
| 3.  | Danger bird    | 13:34 |
| 4.  | Prisoners      | 6:40  |
| 5.  | Sedan delivery | 7:16  |